# Anton Paar
Anton Paar GmbH este o companie austriacă cu sediul în Graz care dezvoltă, produce și vinde instrumente analitice pentru laboratoare și tehnologie analitică de proces. De asemenea, oferă soluții de automatizare și robotică. Compania este specializată în producția de instrumente de măsurare a densității, concentrației, dioxidului de carbon dizolvat și în domeniile reometriei și caracterizarea materialelor. Mulți dintre clienții lui Anton Paar sunt producători de bere și băuturi răcoritoare, precum și companii din industriile alimentară, chimică și farmaceutică.

## Istorie
Compania a fost fondată în 1922 de maistrul-lăcătuș Anton Paar ca atelier de reparații cu unic angajat. A căpătat o bună reputație și a realizat contacte inițiale cu universități și instituțiile de cercetare. În anii 1920 și-a pregătit fiica (Margarete Platzer) pentru a deveni un lăcătuș priceput. În 1932, aceasta a devenit primul maistru-lăcătuș din Styria. Talentul ei în mecanica și ingineria de precizie, împreună cu cunoștințele lui Otto Kratky, au stat la baza primului instrument de analiză științifică al firmei Anton Paar: camera Kratky cu împrăștierea de raze X la unghiuri mici.
Din 1963, Ulrich Santner, ginerele Margaretei Platzer, a preluat conducerea. El a pus bazele extinderii viitoare a companiei în domeniul metrologiei. De asemenea, a intensificat schimburile și contactele cu universitățile și a contribuit la transferul de noi tehnologii din cercetare către industrie.
În 1997, Friedrich Santner, ginerele celui din urmă, s-a alăturat conducerii. Din 2002, acesta este unic director general. Activitatea sa a vizat organizarea vânzărilor la nivel mondial prin intermediul filialelor proprii. Sub conducerea sa au fost fondate noi filiale de vânzări și servicii și au fost achiziționate companii complementare de metrologie.
În 2003, afacerea familială a fost încorporată într-o fundație caritabilă.
Pe 12 februarie 2018, Anton Paar a achiziționat Quantachrome Instruments, un producător de instrumente științifice care este specializat în analiza suprafețelor, a porozității și măsurărarea densității.

## Produse
- Alcoolmetre
- Analiză mecanică dinamică
- Analiza stabilității la oxidare
- Analizoare a punctului de aprindere
- Analizoare de indentare
- Analizoare a conținutului de zahăr
- Analizoare de suprafață
- Analizoare termo-optice
- Aparatură pentru distilare
- Autoclave
- Contoare de CO2 și oxigen
- Contoare de densitate
- Contoare de turbiditate
- Difractometre de raze X
- Dispozitive pentru digestia cu microunde
- Dispozitive de analiză a băuturilor
- Dispozitive de măsurare a grosimii straturilor de acoperire
- Dispozitive de caracterizare a particulelor
- Dispozitive de măsurare consistenței și ductilității
- Echipamente de frezare și măcinare, cum ar fi mori cu bile
- Echipamente de analiză prin împrastierea razelor X la unghi mic
- Microscoape de forță atomică
- Polarimetre
- Reometre
- Sinteza cu microunde și chimie sintetică
- Spectrometre Raman
- Refractometre
- Termometre de înaltă precizie
- Testarea rezistenței la zgâriere
- Tribometre
- Viscozimetre